# Sargon II (jeu vidéo)
Pour les articles homonymes, voir Sargon.
Sargon II est un programme d'échecs développé par Dan et Kathe Spracklen et publié par Hayden Books en 1979 sur TRS-80 puis Apple II, avant d’être porté sur CP/M, Exidy Sorcerer, Commodore PET, Commodore 64 et Commodore VIC-20.
Il s’agit du deuxième volet de la série Sargon, après Sargon I (1978), qui domine le marché des programmes d'échecs sur micro-ordinateur au début des années 1980. Il apporte de nombreuses améliorations au système de jeu de son prédécesseur. Le programme est ainsi plus rapide et plus facile à utiliser et il bénéficie de meilleurs graphismes, d’un meilleur niveau de jeu et de nouvelles options et fonctionnalités,.
Il se joue au clavier en tapant d’abord les coordonnées de la case où se trouve la pièce à déplacer, puis celle de la case où elle doit arriver. Le jeu propose sept niveaux de difficulté, numéroté de zéro à six. Au niveau zéro, le programme ne considère que le coup en cours et joue presque immédiatement. Au niveau quatre, il prend en considération les trois coups suivant et met plusieurs minutes à se décider. Au niveau six, plusieurs heures peuvent lui être nécessaire pour jouer un coup,.
En octobre 1983 , le programme dépasse les 10 000 copies vendues, ce qui en fait un des plus gros succès commercial d'Hayden Software. Sa suite, Sargon III, est publiée en novembre 1983 par Hayden Software.